# Saura Lightfoot-Leon
Pour les articles homonymes, voir Lightfoot et Leon.
Saura Lightfoot-Leon, née le 1er janvier 1998 à Leyde, Pays-Bas, est une actrice anglo-espagnole d'origine néerlandaise.
Pour son premier long métrage Hoard (2023), elle a reçu deux nominations au British Independent Film Award. Elle a été nommée Star de demain de Screen International en 2024 et Brit to Watch en 2025 par Variety.

## Jeunesse
Saura Lightfoot-Leon est née à Leyde, aux Pays-Bas d'un père anglais, Paul Lightfoot, et d'une mère espagnole, Sol León, tous deux danseurs et chorégraphes et a grandi à La Haye.
Elle est diplômée de la Royal Academy of Dramatic Art (RADA) en 2020 avec un baccalauréat ès arts (BA) en théâtre.

## Carrière
Enfant, elle apparait dans les vidéos d'arrière-plan projetées au cours des productions de ballet et de danse contemporaine de ses parents, telles que Silent Screen (2005) et Stop-Motion (2014) au Lucent Danstheater de La Haye,. Stop-Motion est également mis en scène en 2018 au Sadler's Wells Theatre à Londres. Après avoir obtenu son diplôme de la RADA en 2020, elle participe également à leur projet avec le Nederlands Dans Theater (NDT), She Remembers, qui est mis en scène virtuellement.
Lightfoot-Leon débute à la télévision à l'occasion d'un épisode de la mini-série Life After Life de BBC One en 2022. Elle fait ses débuts au cinéma dans le rôle de Maria, le rôle principal du film Hoard de Luna Carmoon, aux côtés de Joseph Quinn et Hayley Squires. Pour sa performance dans Hoard, elle reçoit une mention spéciale du jury au 80e Festival international du film de Venise,,. Elle est nommée lors du British Independent Film Award 2024 pour la breaktrough performance et conjointement nommée pour la meilleure performance principale conjointe avec Quinn.
En 2024, elle joue un rôle majeur dans la série Paramount+ The Agency, en incarnant l'agent de terrain de la CIA Daniela Ruiz Morata. Elle apparait également dans la série dramatique sur la Seconde Guerre mondiale Masters of the Air d'Apple TV+ et termine son travail sur la série limitée Netflix American Primeval, un western d'époque.

## Filmographie

### Cinéma

#### Long métrage
- 2025 : Crasse (Hoard) de Luna Carmoon : Maria

#### Courts métrages
- 2020 : Grapes de Damien Swaby : Rae
- 2020 : Hard Pass de James Larkin

### Télévision

#### Séries télévisées
- 2022 : Life After Life (en) : Hilde
- 2024 : Masters of the Air : Louise
- 2024 : The Agency : Daniela Ruiz Morata
- 2025 : À l'aube de l'Amérique (American Primeval) : Abish

## Scène
| Année | Titre         | Notes                                  |
| ----- | ------------- | -------------------------------------- |
| 2005  | Silent Screen |                                        |
| 2014  | Stop-Motion   | Lucent Danstheater, The Hague          |
| 2020  | She Remembers | Nederlands Dans Theater (en) (virtuel) |

## Prix et nominations
| Année | Récompense                                      | Catégorie                                  | Œuvre          | Résultat | Réf.   |
| ----- | ----------------------------------------------- | ------------------------------------------ | -------------- | -------- | ------ |
| 2023  | Semaine internationale de la critique de Venise | Mention spéciale du jury                   | Crasse (Hoard) | Lauréate | ,      |
| 2024  | British Independent Film Awards 2024 (en)       | Meilleure performance principale conjointe | Crasse (Hoard) | Nommée   | [ 21 ] |
| 2024  | British Independent Film Awards 2024 (en)       | Breakthrough Performance (en)              | Crasse (Hoard) | Nommée   | [ 21 ] |

## External links
- Ressource relative à l'audiovisuel :   - IMDb
- Notices d'autorité :   - VIAF
  - GND
- Saura Lightfoot Leon at Spotlight